# Tour della nazionale maschile di rugby a 15 del Galles 2010
Dopo il match a Cardiff contro il Sud Africa, la nazionale gallese si reca in Nuova Zelanda per disputare due match con gli All Blacks. 
Nel primo match vengono sotterrati  sotto cinque mete contro nessuna 
Un po' meglio va nel secondo test dove limitano i danni per un 10-29 finale 
| Arbitro: | George Clancy |

|                                                  |      |                             |
| 18' Mealamu, 31' Jane 52' e 68'Carter, 71' Kahui | mt   |                             |
| 19', 53', 70' e 73' Carter                       | tr   |                             |
| 24', 50' e 63' Carter                            | c.p. | 15' Halfpenny, 34' S. Jones |
|                                                  | drop | 3' S. Jones                 |

| Arbitro: | Jonathan Kaplan |

|                                 |      |              |
| 24' Jane, 80' Cruden            | mt   | 77' Roberts  |
| 24' Carter, 80' Weepu           | tr   | 77' S. Jones |
| 13', 40', 44', 51' e 55' Carter | c.p. | 3' Halfpenny |